# 三不管
《三不管》是2008年上映的香港末日電影。劉浩良編劇，邱禮濤導演，陳德森監製，林家棟、田蕊妮、連凱主演。全片以九龍寨城為藍本。

## 演员
| 演员   | 角色   | 备注                                   |
| 林家棟 | 司徒奇 | 匪徒，恩之父，在三不管地區被誤當為警察 |
| 田蕊妮 | 玲     | 三不管地區居民，恩之母                 |
| 連凱   | 張大海 | 警察，在三不管地區被誤當為匪徒         |
| 方皓玟 | 恩     | 三不管地區居民，司徒奇、玲兩人之女     |
| 陳望華 | 烏鴉   | 三不管地區首領                         |
| 黃樹棠 | 金先生 | 爆炸耳環、解環器發明人，被烏鴉囚禁     |

## 外部連結
- 開眼電影網上《三不管》的資料（繁體中文）
- 香港影庫上《三不管》的資料（繁體中文）
- 时光网上《三不管》的資料（简体中文）
- 豆瓣电影上《三不管》的資料 （简体中文）
- 爛番茄上《三不管》的資料（英文）
- 互联网电影数据库（IMDb）上《三不管》的资料（英文）